# Дължина на вълната
Дължина на вълната във физиката е разстоянието между последователни точки на дадена вълна с еднаква фаза. Обикновено се означава с гръцката буква λ (ламбда). Дължината на вълната може да се разглежда и като пространствен период на вълновия процес.

## Дължината на вълната като пространствен период
Вълната е процес на трептене, развиващ се (разпространяващ се) в пространството и във времето, във връзка с това изменящата се във вълновия процес физическа величина е функция на пространствените координати и времето (т.е. тя е особен вид пространствено-времева функция). Вълновият процес в частност може да е периодичен (например, хармоничен, т.е. изменящ се по синусоидален закон). По аналогия с периода на трептението {\displaystyle T}[s] (интервал от време, за който периодичният процес на трептене се повтаря и размерността на който е секунда), дължината на вълната {\displaystyle \lambda } [m] може да се разглежда като пространствен период на вълновия процес. Трябва да се отбележи, че кръговата честота на трептенето {\displaystyle \omega =2\pi f=2\pi /T} [rad/s], показваща с колко радиана се изменя фазата на трептението за 1 s в една фиксирана точка (или в множество точки при твърдо тяло), съответства на „пространствена кръгова честота“ {\displaystyle k=2\pi /\lambda } [rad/m], наричана вълново число и показваща с колко радиана се различават фазите на осцилаторния процес в две точки от пространството, разположени в направление на разпространението на вълната на разстояние 1 m една от друга. При това е очевидно, че фазите на процеса на трептене в две такива точки, разположени една от друга на разстояние {\displaystyle \lambda } [m], се различават с точно {\displaystyle 2\pi }.

## Видове вълни
В практиката са познати следните видове електромагнитни вълни: радиовълни, микровълни, видима светлина, ултравиолетови и инфрачервени лъчи, рентгенови и гама лъчи, както и механични вълни: звукови вълни, водни вълни и други.

## Връзка с честотата и скоростта
При електромагнитните вълни разделението на видове се прави според дължината на вълната или според честотата. Тези два критерия са еквивалентни, защото между дължина на вълната и честота съществува взаимна връзка:
{\displaystyle \lambda ={\frac {v}{f}},} където
{\displaystyle v} е скоростта на разпространение на вълната (механична или електромагнитна), а
{\displaystyle f} е честотата.
Така например, човешкото ухо възприема звуковите вълни с честоти от 20 Hz до 20 kHz, което съответства на вълна с дължина от 15 m до 15 mm. Видимата светлина, възприемана от хората, има различни цветове – от около 750 nm (червено) до 400 nm (виолетово) – това съответства на честоти от 400 до 750 THz.
Скоростта на светлината във вакуум е универсална физическа константа –

 {\displaystyle c=} 299 792 458 m/s.
Скоростта на звуковите вълни във въздуха е 344 m/s (1238 km/h).